# Арслан-шах (султан Іраку)
Арслан-шах (*1133/1134 — 1176) — 8-й султан Іраку в 1161—1176 роках.

## Життєпис

### Молоді роки
Походив з династії Сельджукидів. Син Тогрула II, султана Іраку, та Муміни-хатун. Народився у 1133 або 1134 році. Після смерті батька, що настала невдовзі, Арслан-шаха було взято під опіку стрийком Масудом, що став султаном. У 1146 році з початком війни проти Ільдегізідів, володарів Аррану, Арслана за наказом султана Масуда було схоплено та запроторено до в'язниці в Тикріті (Месопотамія).
Зумів звільнитися лише у 1153 році під час військових дій між Малік-шахом III та Мухаммедом II. Арслан-шах перейшов на службу до халіфа аль-Муктафі, війська якого зайняли Тикріт. У 1156 році брав участь у поході свого стрийка Сулейман-шаха проти султана Мухаммеда II. Після цього він втік до фортеці Магі, де опинився під опікою атабека Іль-Деніза.
У 1161 році за підтримки роду Ільдегінізідів повалив султана сулейман-шаха й сам став новим володарем Іракського султанату.

### Володарювання
Арслан-шах з самого початку опинився в залежності від еміра Шамс ад-Діна Ільдегіза, який власне й став урядувати в султанаті. У його підпорядкуванні перебувала армія, він розпоряджався скарбницею і на свій розсуд роздавав ікту. Невдовзі проти султана підняв повстання мухамуд, син померлого султана Мухаммеда II. Його підтримали еміри Рею та Табаристану. Втім Ільдегіз доволі швидко переміг цього претендента. Слідом за цим було переможено бунтівних атабеків Мераги. Слідом за цим було приборкану північну та Західну Персію. Протягом 1160-1162 років встанволено зверхність над Хорасаном, де тамтешні еміри визнали Арслан-шаха своїм правителем.
У 1163 році війська Ільдегіза вдерлися до Грузинського царства, завдавши поразки царю Георгію III. 1165 року проти султанату виступив хорезмшах Іл-Арслан, що захопив Діхістан. У 1167 року у битві при Бістамом відбулася битва між військами Сельджуків та Хорезмшахів, яка не виявилася переможця. Втім невдовзі Іл-Арслан остаточно підкорив Хорасан, завдавши у битві при Саве поразки війську на чолі із Арслан-шахом та сином Ільдегіза — Джаханом Пахлаваном. У 1169 році у битві при Реї Шамс ад-Дін Ільдегіз завдав поразки війську хорезмшаха, закріпивши за султанатом північну Персію.
У 1170 році після смерті Тогрул-шаха, султана Кермана, Ільдегіз втрутився у справи цієї держави. Було підтримано претендента Арслан-шаха II, якого у 1172 році було посаджено на трон Кермана. Втім останній визнав зверхність іракського султана Арслана. 
На початку 1170-х років між султаном та Ільдегізом зростав конфлікт, оскільки Арслан-шах намагався перебрати на себе владу. У 1174 році Ільдегіз залишив Гамадан, забравши скарбницю та військо, перебравшись до Аррану. Султан вимушений був замиритися з впливовим еміром. У 1175 році після смерті Ільдегіза його місце при дворі Арслан-шаха зайняв син Пахлаван. Через 2 місяці помер сам султан, за деякими відомостями його було отруєно за наказом Пахлавана. Новим султаном став син Арслан-шаха — Тогрул III.